# Johanna Ojala
Johanna Margaretha Ojala, född 20 juni 1982 och uppväxt i Ånge, är en svensk studioexpert och tränare i längdskidåkning. Hon tävlade som skidåkare i junior-SM och i J-VM 2001 och 2002.

## Biografi
Johanna Ojala är skolad på skidgymnasiet i Sollefteå. Efter medverkan i junior-landslaget avslutade hon sin skidåkarsatsning när hon var 21 år gammal på grund av en skada som gjorde att hon tappade motivationen. Istället utbildade hon sig på Gymnastik- och idrottshögskolan och blev tränare på skidgymnasierna i Torsby och Östersund. Hon har arbetat som tränare med inriktning på träningsplanering och teknik i det norska proffsstallet Team Leaseplan Go.
Från vintersäsongen 2013 fram till 2020 var hon studioexpert i TV-programmet Vinterstudion på SVT. Som första kvinna någonsin vann hon Kristallen 2016 för årets sport-tv-profil. Inför vintersäsongen 2021 bytte Ojala kanal från SVT till Viaplay där hon blev en av fem programledare av Viaplay Vinter. Bytet föranleddes av att rättigheterna för bland annat längdskidor gått över från SVT till Nent Group. 
Hon driver dessutom ett eget företag med coaching kring skidteknik samt genomför föreläsningar.
Hon bor tillsammans med sin sambo Christian Wiesner i Undersåker nära Åre. Tillsammans har de en dotter och en son.
Johanna Ojala spelade, mellan 2005 och 2008, bas i bandet The Grand Opening. Sedan 2022 är hon basist i punkbandet Mothugget.

## Ledarkarriär
- Team Skitunnel
- Team Leaseplan Go

## Meriter
- J-VM: 2001, 2002
- J-SM: brons och silver